# Morisima Jaszuhito
Morisima Jaszuhito (Kóbe, 1987. szeptember 18. –) japán válogatott labdarúgó.

## Pályafutása
2006–2008 között a Cerezo Oszaka, 2008–2013 között az Oita Trinita, 2014-ben a Kawasaki Frontale, 2015–16-ban a Júbilo Iwata labdarúgója volt. 2017 óta a Tegevajaro Miyazaki játékosa.
A japán U20-as válogatott tagjaként részt vett a 2007-es U20-as labdarúgó-világbajnokságon.